# فلوريدا الإسبانية
فلوريدا الإسبانية (بالإسبانية: La Florida) كانت أول مطالبة أوروبية كبرى بأرض ومحاولة استيطانها في أمريكا الشمالية خلال عصر الاكتشاف. شكلت فلوريدا الإسبانية جزءًا من القيادة العامة لكوبا، وإسبانيا الجديدة والامبراطورية الإسبانية في أثناء الاستعمار الإسباني للأمريكتين. على الرغم من أن حدودها لم تُرسم بشكل واضح أو رسمي، فإن المنطقة كانت أكبر بكثير من ولاية فلوريدا الحالية، وكانت تمتد على معظم ما يعرف الآن بجنوب شرق الولايات المتحدة، بما في ذلك جميع أجزاء فلوريدا الحالية، بالإضافة إلى أجزاء من ولايات جورجيا وألاباما وميسيسيبي وكارولاينا الشمالية وكارولاينا الجنوبية وجنوب شرق ولاية لويزيانا. استندت مطالبة إسبانيا بهذه المنطقة الشاسعة إلى العديد من الرحلات الاستكشافية واسعة النطاق التي أرسلتها خلال القرن السادس عشر. وُجدت بعض البعثات والمستوطنات والحصون الصغيرة في القرن السادس عشر، وبدرجة أقل في القرن السابع عشر. وفي النهاية تم التخلي عنها بسبب الضغط من التوسع في المشاريع الاستعمارية الإنجليزية والفرنسية، وانهيار السكان الأصليين وصعوبة تحقيقهم الاكتفاء الذاتي من الناحية الزراعية أو الاقتصادية (وهو ما اثر أيضًا على بعض المستعمرات الإنجليزية المبكرة). بحلول القرن الثامن عشر، لم تمتد سيطرة إسبانيا على فلوريدا الإسبانية إلى ما هو أبعد بكثير من حصونها، وكل تلك الحصون يقع في ما يعرف اليوم بولاية فلوريدا: بالقرب من سانت أوغسطين وسانت ماركس وبينساكولا. منذ عام 1763 وحتى عام 1783، كانت بريطانيا العظمى تحكم المنطقة.
لم تكن فلوريدا أكثر من منطقة منعزلة بالنسبة لإسبانيا. فعلى عكس المكسيك وبيرو، لم يكن هناك ذهب يمكن استخراجه منها. لم يكن هناك عدد كاف من السكان الأصليين لإنشاء نظام عمل زراعي قسري (استعبادي)، كما لم يُنشئ الإسبان مزارع في فلوريدا. زودت البعثات القديس أوغستين بالذرة، وطُلب منها تزويد القديس أوغستين بالعمال كل عام للعمل في الحقول وأداء أعمال أخرى. أنشأ المسؤولون الإسبان مزارع للماشية كانت تزود الأسواق المحلية والكوبية. قدمت الموانئ حيث تحتاج السفن التزودَ بالمياه أو الإمدادات، وكان لها أهمية إستراتيجية كحاجز بين المكسيك (إسبانيا الجديدة)، التي كانت حدودها الشمالية الشرقية غير المحددة في مكان ما بالقرب من نهر المسيسيبي، وبين مستعمرات إسبانيا الكاريبية والمستعمرات الإنجليزية المتوسعة باتجاه الشمال.

## تأسيس فلوريدا الإسبانية
تأسست فلوريدا الإسبانية في عام 1513، عندما سيطر خوان بونثي دي ليون بشبه جزيرة فلوريدا لإسبانيا خلال أول رحلة استكشافية أوروبية رسمية إلى أمريكا الشمالية. توسّعت هذه السيطرة لأن العديد من المستكشفين (أبرزهم بانفيلة نارفاييز وإرناندو دي سوتو) هبطوا بالقرب من خليج تامبا في منتصف القرن السادس عشر وتجولوا باتجاه الشمال حيث جبال الأبالاش وإلى أقصى الغرب حيث تكساس في عمليات بحث عن الذهلب كانت فاشلة بغالبيتها. تأسست «بريسيديو» سانت أوغسطين على ساحل المحيط الأطلسي لفلوريدا عام 1565، وأنشئت سلسلة من الإرساليات في ولايات فلوريدا وجورجيا وكارولاينا الجنوبية خلال القرن السابع عشر، وتأسست بينساكولا في غرب فلوريدا عام 1698، ما عزز مطالبة إسبانيا بهذا الجزء من الإقليم.
سهلّ انهيار الثقافات المحلية خلال القرن السابع عشر السيطرة الإسبانية على شبه جزيرة فلوريدا إلى حد كبير. كان العديد من مجموعات الأمريكيين الأصليين (بما في ذلك تيموكوا وكالوسا وتيكستا وأبالاتشي وتوكوباجا وشعب أيس) من المقيمين منذ فترة طويلة في فلوريدا، وقاوم معظمهم الغزوات الإسبانية على أراضيهم. لكن الصراع مع الحملات الإسبانية والغارات التي قام بها الإنجليز وحلفاؤهم الأصليون بالإضافة إلى الأمراض التي وصلت من أوروبا أدوا إلى انخفاض حاد في عدد سكان جميع الشعوب الأصلية في فلوريدا، وقد كانت مساحات شاسعة من شبه الجزيرة غير مأهولة بالسكان بحلول أوائل القرن الثامن عشر. خلال منتصف القرن الثامن عشر ميلادي، بدأت مجموعات صغيرة من اللاجئين الأمريكيين الأصليين في التحرك جنوبًا إلى فلوريدا الإسبانية بعد أن أجبروا على ترك أراضيهم بسبب المستوطنات والغزوات الإنجليزية. انضم إليهم لاحقًا الأمريكيون من أصل إفريقي الفارين من العبودية في المستعمرات القريبة. اندمج هؤلاء القادمون الجدد بالإضافة إلى عدد قليل من أحفاد شعوب فلوريدا الأصلية في ثقافة سيمينول جديدة.

## قوى أوروبية أخرى
سيطرت بريطانيا العظمى مؤقتًا على فلوريدا منذ عام 1763 نتيجة للحرب الأنجلو إسبانية عندما استولى البريطانيون على هافانا، التي كانت الميناء الرئيسي لمستعمرات العالم الجديد في إسبانيا. وُقعت اتفاقية السلام في فبراير من العام 1763، وغادر البريطانيون كوبا في يوليو من العام نفسه، بعد ما أتموا عملية استبدال كوبا بفلوريدا مع إسبانيا. لكن، بينما احتلت بريطانيا أراضي فلوريدا، إلا أنها لم تطورها أكثر. ظلت فلوريدا البريطانية ذات الكثافة السكانية المنخفضة موالية للتاج خلال الحرب الثورية الأمريكية، وبموجب شروط معاهدة باريس التي أنهت الحرب، أعيد الإقليم إلى إسبانيا في عام 1783. بعد نزاع حدودي دبلوماسي قصير مع الولايات المتحدة الوليدة، وضعت الدول حدودًا إقليمية وسمحت للأمريكيين بحرية الملاحة في نهر المسيسيبي بموجب شروط معاهدة بينكني في عام 1795.
باعت فرنسا لويزيانا إلى الولايات المتحدة عام 1803. زعمت الولايات المتحدة أن الصفقة شملت غرب فلوريدا، بينما أصرت إسبانيا على أن المنطقة لم تكن جزءًا من اتفاقية لويزيانا وأنها ما تزال أراضٍ إسبانية. في عام 1810، تدخلت الولايات المتحدة في انتفاضة محلية في غرب فلوريدا، وبحلول عام 1812، تم استيعاب مقاطعة موبايل ضمن أراضي ميسيسيبي الأمريكية، ما أدى إلى تقليص حدود فلوريدا الإسبانية إلى حدود فلوريدا الحديثة.
في بدايات القرن التاسع عشر، تصاعدت التوترات على طول الحدود غير الخاضعة للحراسة بين فلوريدا الإسبانية وولاية جورجيا حيث اشتبك المستوطنون مع سيمينول على الأرض، وهاجم صيادو الرقيق الأمريكيون قرى السيمينول السود في فلوريدا. تفاقمت هذه التوترات عندما ساعد السيمينول بريطانيا العظمى ضد الولايات المتحدة خلال حرب 1812، ما أدى إلى توغلات عسكرية أمريكية في شمال فلوريدا في أواخر عام 1814 خلال ما أصبح يعرف باسم حروب السيمينول الأولى. كما هو الحال مع التوغلات الأمريكية السابقة في فلوريدا، احتجت إسبانيا على هذا الغزو لكنها لم تستطع الدفاع عن أراضيها، بل أطلقت مفاوضات دبلوماسية سعيًا لتأمين انتقال سلمي للاراضي. بموجب شروط معاهدة آدمز-أونيس لعام 1819، لم تعد فلوريدا الإسبانية موجودة في عام 1821، ونُقلت السيطرة رسميًا إلى الولايات المتحدة.